# Älvkarleö
Älvkarleö – miejscowość (tätort) w Szwecji, w regionie administracyjnym (län) Uppsala, w gminie Älvkarleby.
Według danych Szwedzkiego Urzędu Statystycznego liczba ludności wyniosła: 214 (31 grudnia 2015), 235 (31 grudnia 2018) i 252 (31 grudnia 2019).